# クシ語派
クシ語派（クシごは）またはクシ諸語（クシしょご、Cushitic languages）とは、アフロ・アジア語族の一派であり、主にアフリカの角、タンザニア、ケニア、スーダン、エジプトで話されている。「クシ」という名称は、この語派の話者の祖先であるとされている、同名の旧約聖書の登場人物に因んでいる。クシ語派で最も話者数の大きな言語はオロモ語（話者約3,500万人）、次いでソマリ語（約1,800万人）、シダモ語（エチオピアに約200万人）である。話者が100万人を超す言語は他にハディア語（約160万人）、カンバタ語（約140万人）、アファル語（約150万人）がある。

## 概要
クシ語派にはいくつかの語群が存在しており、その他に分類の不確かな言語が少数存在する。
- ベジャ語（単独でアフロ・アジア語族の一派をなすとの異説あり）
- 中央クシ諸語（英語版）
- 東クシ諸語
  - 高地東クシ諸語（英語版）
  - 低地東クシ諸語（英語版）
  - Dullay諸語（英語版）
- 南クシ諸語（英語版）
- 系統不明
  - Yaak
  - Dahalo
  - Aasax
  - Kw’adza
  - Boon

クシ語派の分類方法については幅広い主張があり、決着をみていない。ヘイワードが東クシ諸語自体の妥当性に疑問を呈しているほか、ヘツロン、エーレットの両氏が、南クシ諸語を低地東クシ諸語に編入することを提案している。
かつてはオモ語派を含んでいると考えられた時期があり、その当時オモ語派は西クシ諸語と呼ばれていた。しかし、この見解は現在では大部分が否定されており、オモ語派はアフロ・アジア語族の独立した一派とみなされている（Fleming(1974)・Bender(1975)の研究による）。